# 大分県道524号伊美港線
大分県道524号伊美港線（おおいたけんどう524ごう いみこうせん）は、大分県国東市を通る一般県道である。

## 概要
国東市国見町伊美において国東港伊美地区（伊美港）と国道213号を結ぶ。全長は300 m弱と短いが、その全線が2車線である。
国東港伊美地区には沖合の姫島と国東半島を結ぶフェリーの発着場もあり、また途中に病院もあることから、起点付近にバスターミナルがあるにもかかわらず、路線バスは国道213号からいったん国東港伊美地区まで走り、また引き返してくるルートをとっている。

### 路線データ
- 起点：大分県国東市国見町伊美（伊美港）
- 終点：大分県国東市国見町伊美（国道213号交点）
- 総延長：300 m

## 地理

### 通過する自治体
- 国東市

### 交差する道路
| 交差する道路 | 交差する場所 | 交差する場所 |
| ------------ | ------------ | ------------ |
| 国道213号    | 国見町伊美   | 終点         |

### 沿線
- 伊美港